# Monika Staab
Pour les articles homonymes, voir Staab.
Monika Staab, née le 9 janvier 1959, est une footballeuse puis entraîneuse allemande.

## Biographie
Staab joue en 1970 au SG Rosenhöhe Offenbach, qui ne possède pas d'équipe féminine de jeunes : elle joue donc avec les femmes adultes. En 1974, l'équipe devient une section des Offenbacher Kickers, où elle évolue jusqu'en 1977 lorsqu'elle rejoint le NSG Oberst Schiel. Elle joue la finale du championnat d'Allemagne 1977, perdue face au SSG 09 Bergisch Gladbach. 
L'année suivante, elle quitte l'Allemagne et joue dans plusieurs clubs étrangers ; le club français du Paris Saint-Germain, le club écossais du Queens Park Rangers et le Red Star Southampton en Angleterre. 
En 1984, elle devient joueuse du SG Praunheim, dont elle prend le brassard de capitaine en 1990, année où l'équipe est promue en première division. En 1992, elle met un terme à sa carrière de footballeuse et un an plus tard, elle prend le poste d'entraîneur du SG Praunheim.
Quand en 1998 la section féminine du SG Praunheim devient le 1. FFC Francfort, elle devient la présidente du nouveau club, tout en gardant son poste d'entraîneuse. Elle remporte la coupe féminine de l'UEFA en 2002, la Bundesliga en 1999, 2001, 2002 et 2003 et la coupe d'Allemagne en 1999, 2000, 2001, 2002 et 2003.
En 2004, le 1. FFC Francfort perd les finales de la Coupe d'Allemagne et de la Coupe UEFA et perd son titre de championne, terminant deuxième, ce qui entraîne la démission de Monika Staab. Elle quitte son poste de présidente le 31 décembre 2006 et devient sélectionneur de l'équipe de Bahreïn de football féminin. Après cinq mois et seulement un match, elle quitte le Bahraïn et travaille pour la Fédération internationale de football association (FIFA) en tant que consultante pour des projets de développement.
En février 2013, elle devient sélectionneuse de l'équipe du Qatar de football féminin.